# Christus Triumfatorkerk
De Christus Triumfatorkerk aan de Juliana van Stolberglaan 154 (hoek Laan van Nieuw Oost-Indië) in het Bezuidenhout in Den Haag is een protestantse kerk. Hij werd op 21 maart 1962 in gebruik genomen.

## Geschiedenis
Na het bombardement op het Bezuidenhout was de grond op de hoek van de Juliana van Stolberglaan en de Laan van Nieuw Oost-Indië vrijgekomen. Deze werd aan de Gereformeerde Kerk toegewezen. Het kerkgebouw verving twee bestaande kerken: de gereformeerde Oosterkerk en de gereformeerde Maranathakerk die in de van Heutzstraat was. De Christus Triumfatorkerk ontleent zijn naam aan een tekst uit de Bijbel.
De kerk staat sinds 18 maart 2013 op de lijst van Rijksmonumenten.

## Architectuur
De eerste plannen voor de bouw dateren uit 1957. De architect Geert Drexhage (1914-1982) kreeg als richtlijnen mee: de preekstoel moet een centrale plaats innemen, het liturgisch centrum en doopvont moeten duidelijk zichtbaar zijn en de geluidsisolatie moet goed zijn. Verder werd hij in zijn ontwerp vrij gelaten in de inrichting van de kerkzaal en de situering van het "kerkelijk centrum". Het kerkgebouw ligt net boven straatniveau.

### Kerkzaal
De kerkzaal bevindt zich op de eerste verdieping en is gebaseerd op 144 gemetselde penanten van 10 meter hoog, die onder een hoek van 45 graden staan met de kerkzaal. Deze constructie geeft een lichtval met boeiende effecten en zorgt tevens voor goede geluidsisolatie van het straatgeluid.
In de penanten zijn dunne staalkabels gespannen, waardoor "voorgespannen metselwerk" werd verkregen; toen uniek in zijn soort. De penanten zijn als het ware tussen het dak en de vloer van de kerkzaal ingeklemd, waarmee de benodigde stijfheid werd verkregen.
Het dak bestaat uit eenvoudige stalen spanten, waaraan een plafond van houten schrootjes is gehangen. De lampen zijn min of meer willekeurig over het plafond "gestrooid", als sterren aan de hemel.
De kansel staat niet in het midden, zoals in de reformatorische kerken gebruikelijk was, maar iets uit het midden; links daarvan staat op het liturgisch centrum de avondmaalstafel en aan de rand van het liturgisch centrum vóór de kansel het doopvont. Omdat de prediking en de bediening van de sacramenten in de reformatorische kerken centraal staan, zijn de banken rond het liturgisch centrum gegroepeerd.

### Toren
De toren is 42 meter hoog, staat los van de kerk en is ‘op staal’ gebouwd. De top van de toren is ingericht voor de plaatsing van een carillon, maar uiteindelijk is er slechts één luidklok geplaatst. Deze klok heeft als opschrift "deo sono populum voco" (ik luid voor God en roep het volk).

### Overige ruimten
Op de begane grond is een grote ontvangsthal met een kleurige glaswand uit de gesloopte Wilhelminakerk.
Verder is er een keuken voor de koster/beheerder en een aantal vergaderruimten. Deze worden intensief gebruikt voor zowel kerkelijke als niet-kerkelijke doeleinden. In de grote "Tabe Zijlstra-zaal" is plaats voor 240 mensen.
In de kelder is een archiefruimte, een biljartkamer, een soosruimte en een keuken voor het oecumenisch maaltijdproject; verder is er het ketelhuis van de centrale verwarming.

## Orgel
Het orgel is in 1964 als opus 596 gebouwd door de firma Verschueren. Adviseurs zijn J.C. Hanegraaff en Joh. M. Vetter namens de Orgelbouw Advies Commissie van de Gereformeerde Organisten Vereniging.
Het orgel heeft een mechanische speeltractuur en een elektrische register tractuur (sleepladen), de manuaalomvang is C-g3 en de pedaalomvang is C-f1.

## Activiteiten
De Christus Triumfatorkerk kent veel activiteiten. Zo houden de hervormde en gereformeerde wijkgemeenten hier de gezamenlijke zondagse kerkdienst en de doordeweekse kerkelijke vergaderingen, catechisaties, Bijbelstudie- en praatgroepen, cantorij en wijkavonden.
De kerkdiensten zijn rechtstreeks te volgen via internet, ook zijn ze achteraf als podcast te downloaden.